# أدريان وايت
أدريان وايت (بالإنجليزية: Adrian White)‏ هو منافس ألعاب قوى أمريكي، ولد في 6 أبريل 1964 في أورنج بارك في الولايات المتحدة.

## وصلات خارجية
- أدريان وايت على موقع مرجع كرة القدم المحترفة.كوم (الإنجليزية)